# Кулябино
Кулябино — деревня в Увинском районе Удмуртии, входит в Кулябинское сельское поселение. Находится в 21 км к югу от посёлка Ува и в 55 км к западу от Ижевска.